# Kalle Anka som timmerhuggare
Kalle Anka som timmerhuggare (engelska: Timber) är en amerikansk animerad kortfilm med Kalle Anka från 1941.

## Handling
Kalle Anka är en luffare som får ett jobb som skogshuggare av Svarte Petter. Det dröjer inte länge förrän Kalle visar sig vara oduglig för jobbet och blir till sist jagad av Petter på järnvägsspåret.

## Om filmen
Filmen hade svensk premiär den 28 augusti 1941 på biografen Saga i Stockholm och visades som förfilm till filmen Lika barn leka bäst av Alfred Hitchcock.

## Rollista
- Clarence Nash – Kalle Anka
- Billy Bletcher – Svarte Petter[6]